# محمد أحمد (لاعب كرة قدم مواليد 1992)
محمد أحمد الشحي (مواليد 3 سبتمبر 1992، لاعب كرة قدم إماراتي يجيد اللعب كلاعب وسط مع نادي الحمرية معار من نادي العروبة.

## مسيرة اللاعب
لعب مع نادي الشباب ونادي حتا ونادي دبا الحصن ونادي عجمان ونادي البطائح ونادي العروبة ونادي الحمرية.